# Colchicum bivonae
Colchicum bivonae är en tidlöseväxtart som beskrevs av Giovanni Gussone. Colchicum bivonae ingår i släktet tidlösor, och familjen tidlöseväxter. Inga underarter finns listade i Catalogue of Life.

## Bildgalleri

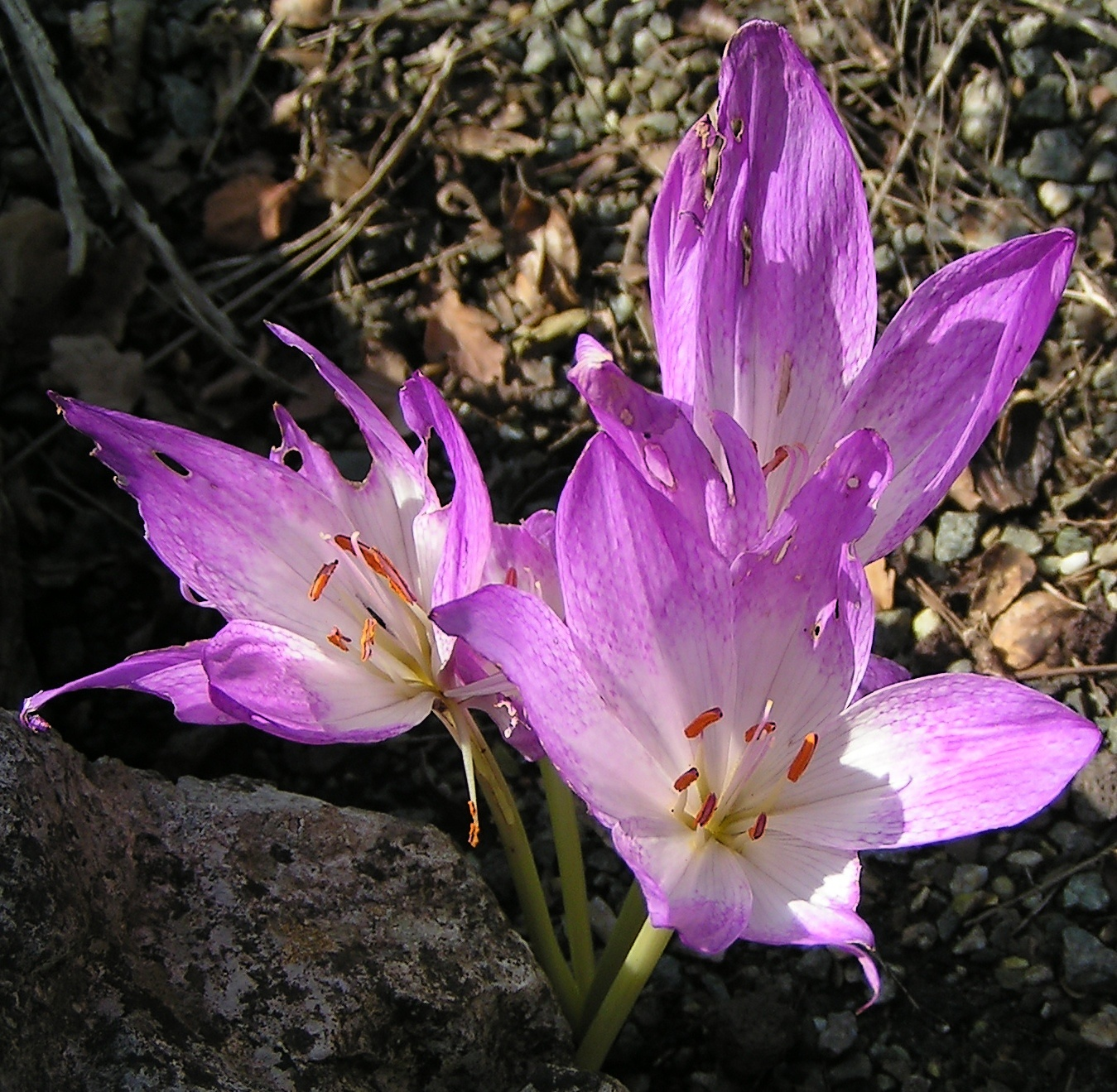